# ایمان غنیم
ایمان غنیم (عربی: إيمان غنيم؛ زادهٔ) دانشمند در زمینه اهل مصر است. امان غنیم ژئومورفولوژیست مصری/آمریکایی است. در مارس ۲۰۰۶، دکتر Ghoneim به همراه فاروق الباز، دهانه Kebira، یک دهانه برخوردی احتمالی (astrobleme) در صحرا را کشف کردند. در سال ۲۰۰۷، هنگام پردازش داده‌های فضای مایکروویو (تصاویر رادار)، یک دریاچه بزرگ باستانی (۳۰۷۵۰ کیلومتر مربع) را کشف کرد که در زیر شن‌های صحرای بزرگ در شمال دارفور، سودان مدفون شده بود.
امان غنیم با درجه ممتاز فارغ‌التحصیل شد و مدرک کارشناسی ارشد خود را از گروه جغرافیا در دانشگاه طنتا مصر در سال ۱۹۹۷ دریافت کرد. وی دکترای خود را دریافت کرد. مدرک جغرافیا از گروه جغرافیا در دانشگاه ساوتهمپتون، انگلستان در سال ۲۰۰۲. در سال ۲۰۰۳، او یک موقعیت فوق دکترا در مرکز سنجش از دور، دانشگاه بوستون، ایالات متحده داشت. در این زمان بود که او به کشف دهانه کبیرا کمک کرد. در سال ۲۰۱۰، او به دپارتمان علوم زمین و اقیانوس در دانشگاه کارولینای شمالی ویلمینگتون (UNCW) پیوست و مدیر آزمایشگاه سنجش از دور فضا و هواپیماهای بدون سرنشین (SDRS) شد.
او تمرکز اصلی خود را بر روی کاربرد سیستم اطلاعات جغرافیایی (GIS)، سنجش از دور (شامل تصاویر رادار چندطیفی، حرارتی و مایکروویو)، هواپیمای بدون سرنشین (UAV) و استفاده از مدل‌سازی هیدرولوژیکی در خطر سیل ناگهانی، افزایش سطح دریا، دارد. خشکسالی و اکتشاف آب‌های زیرزمینی در محیط‌های خشک و ساحلی. Ghoneim یک متخصص در پردازش تصویر است و از طیف گسترده‌ای از داده‌های ماهواره ای/فضایی از جمله چند طیفی، فرا طیفی، مادون قرمز حرارتی (TIR)، مایکروویو (تصاویر رادار) و مدل ارتفاعی دیجیتال (DEM) استفاده می‌کند. Ghoneim بیش از ۲۷ مقاله بررسی شده منتشر کرده‌است. او بیش از ۴۸ مقاله کنفرانسی منتشر کرده‌است و تعدادی کارگاه، سخنرانی سمینار و دوره‌های آموزشی برای نمایندگان چند رشته‌ای ارائه کرده‌است.
غمین به عنوان یک متخصص در زمینه خود به همراه ۳۰ زن مهاجر مصری دیگر برای شرکت در کنفرانس تا مربوطه در سال ۲۰۱۷ دعوت شد. این کنفرانس که بر اهمیت زنان مصری در زمینه‌های اجتماعی، سیاسی و اقتصادی متمرکز بود، توسط وزارت مهاجرت و امور مهاجرین مصر و شورای ملی زنان.
غنیم علاوه بر کار تحقیقاتی، از سال ۱۹۹۰ در آموزش عالی تدریس می‌کند. به پاس قدردانی از کار تدریس او، جوایز متعددی از جمله جایزه تعالی تدریس هیئت امنای دانشگاه کارولینای شمالی ویلمینگتون در سال ۲۰۱۸ به او اعطا شده‌است.